# Eodactylites
Eodactylites è considerato un sottogenere di Dactylioceras, ammonite, molluschi cefalopodi estinti (Rulleau e al. 2013). Però potrebbe anche essere un genere a se stante. Per l'opinione di Howarth (2013) rappresenta un  sinonimo di Dactylioceras. L'autore di questo sottogenere è Schmidt-Effing, 1972, che lo ha proposto prendendo come specie tipo, Dactylioceras  pseudocommune Fucini, 1935, proveniente dalla Sicilia (marne grigie dei dintorni di Taormina). Questa specie, insieme ad altre, come ad esempio Eodactylites simplex (vedi scheda della specie in Venturi e al. 2010), è usata per indicare l'inizio del Toarciano per l'area mediterranea, in sostituzione di Dactylioceras tenuicostatum, la cui zona biostratigrafica invece marca l'inizio del Toarciano in area europea (Howarth 1992). Da ciò si deduce che questo genere può essere molto importante per la biostratigrafia mediterranea e ciò giustifica la sua presenza come voce enciclopedica a sé stante. La descrizione morfologica del genere può essere riassunta così, ispirata a quella di Venturi e al. 2010 e Rulleau e al 2013 : "conchiglie evolute con sezione dei giri generalmente poligonale alta (oppure ovoidale), area ventrale arrotondata talora  fastigata. Ricoprimento dei giri circa 1/7. Coste primarie distanziate che originano coste secondarie proverse traversanti l'area ventrale. Sulle biforcazioni stanno spine ventrolaterali. Suture più frastagliate di quelle di Dactylioceras con lobi appressati; con E lungo come L;  L e U2 ben sviluppati, di forma arborescente; talora manca il lobo U3. Le selle ES e LS1 sono larghe ugualmente; I  corto bifido". Provenienza stratigrafica (in Appennino): nelle marne grigie tra la "Corniola" e il "Rosso Ammonitico", in un intervallo contestabile tra il Pliensbachiano superiore (Domeriano) e il Toarciano. In Appennino umbro-marchigiano, nella località Monte Serrone (Umbria centrale), Eodactylites è associato con molti generi di Hildoceratidae di affinità domeriana, poco conosciuti e anche con i Pleuroceras.
L'esemplare di D. (Eodactylites) pseudocommune figurato a lato proviene da un campionamento biostratigrafico di ammoniti eseguito nel 1997 in località Fosso di Pozzale (M. Martani, Umbria centrale); gli strati marnosi-argillosi, grigio rosati, in cui è stato trovato il campione, appartengono al Me. I Lecceti (Marne di M. Serrone). Questi sono contestabili attualmente circa la loro età, compresa nell'intervallo di transizione Domeriano- Toarciano, zona a D. (Eodactylites) mirabile.